# Armodorum senapatianum
Armodorum senapatianum là một loài thực vật có hoa trong họ Lan. Loài này được Phukan & A.A.Mao mô tả khoa học đầu tiên năm 2002.